# Star Fox Adventures
Star Fox Adventures (яп. スターフォックスアドベンチャー Сута: Фоккусу Адобэнтя:) — видеоигра в жанре приключенческого боевика, разработанная компанией Rare и изданная Nintendo. Хотя игра изначально разрабатывалась для приставки Nintendo 64, Сигэру Миямото убедил Rare изменить сюжет игры, сделать её частью серии Star Fox и переработать её для издания на GameCube. Игра вышла 23 сентября 2002 года в Северной Америке. Через день после издания Rare была приобретена корпорацией Microsoft и включена в её Xbox-подразделение. История игры развивается после событий Star Fox 64, и игрок управляет Фоксом Макклаудом, который был послан на планету в системе Лайлет с миссией по её спасению.
Игра получила в основном положительные отзывы, в частности, по её графике и новым дизайнам персонажей, включая Фокса. Однако её игровой процесс, вдохновлённый серией Legend of Zelda, получил смешанные оценки, также связанные с неоднозначной реакцией критиков и поклонников на уход Rare от Nintendo после выхода игры.

## Игровой процесс

Фокс МакКлауд сражается с противниками. Интерфейс показывает здоровье персонажа, подсказки по управлению и таймер.

Игра является трёхмерным платформером, который делится на две составляющие: «Adventure Mode» и «Arwing Mode». Игрок управляет персонажем по имени Фокс от третьего лица со способностью переключаться на вид от первого лица. Сюжет игры фокусируется на двух различных стилях геймплея, между которыми игрок переключается в различные моменты.
«Adventure Mode» представляет собой основную часть игрового процесса, на которой и фокусируется игра Star Fox Adventures, и работает так же, как игра из серии The Legend of Zelda; в частности, The Legend of Zelda: Ocarina of Time. В этом режиме игрок управляет протагонистом, ведя того по тридцати различным местностям, каждое из которых становится доступным после решения задачи либо получения нового навыка, который необходим для продолжения истории. Игровые механики имеют аналоги из серии Zelda, например, в Adventures есть форма валюты под названием «Скарабеи», которую можно обменивать на лечащие предметы, новую экипировку и карты новых локаций. Здоровье персонажа разделено на «сердца», состоящие из четырёх сегментов, и игрок начинает с тремя сердцами и получает каждое новое после завершения ключевых этапов истории.
Главный персонаж начинает игру с посохом, который используется и в качестве оружия, и в качестве инструмента для исследования и решения задач. Сражения ориентированы на ближний бой, игрок, сближаясь с противником, берёт того в «цель». В бою здоровье выбранного противника изображается в виде сердца над ним, а игрок может передвигаться и перекатываться вокруг него для избежания атак и использовать посох для блокирования и нанесения ударов. Посох также может быть использован в качества инструмента для открытия ящиков, управления механизмами или поднятия камней для открытия скрытых пещер или предметов. Посох может быть улучшен с продвижением по истории путём добавления способностей, которые помогают в бою, решении задач и исследовании территорий. Однако использование данных способностей требует «магическую энергию», которую игрок может восполнять сбором специальных кристаллов. На определённом этапе истории к игроку присоединяется помощник, который помогает с поиском предметов, а также может использовать свои способности для открытия новых зон. Для исполнения таких способностей, называемых трюками, игроку нужно кормить помощника специальными грибами, на каждый трюк требуется по одному грибу.
Второй частью игрового процесса является «Arwing Mode», который является основным режимом в остальных играх серии Star Fox. В этом режиме игроку выбирает, куда он хочет отправиться на Планете Динозавров. После выбора точки назначения игра переходит в режим рельсового шутера, когда игрок должен на своём истребителе Arwing уклоняться от препятствий и уничтожать противников. Для того чтобы добраться до места назначения, игроку нужно пролететь через определённое количество золотых колец. Каждый этап включает в себя около 10 колец, при этом, если игроку не удаётся пролететь через необходимое количество, сегмент начинается заново. Также игроку перед каждым перелётом необходимо добывать нужное количество топливных ячеек, перед тем как он может использовать свой Arwing для путешествия.

## Сюжет

### Персонажи и мир
Игра включает как персонажей оригинальной серии Star Fox — Фокса, Фалько Ломбарди, Слиппи Тоада и Пеппи Хеа — так и новых персонажей, включая таинственную лисицу голубого цвета по имени Кристал и маленького принца-динозавра Трики. Вся планета населена динозаврами и прочими доисторическими животными типа птерозавров и мамонтов.
Вся игра проходит на Планете Динозавров — которая в более поздних играх названа «Саурия» — и на её частях, висящих на орбите вокруг неё. Планета Динозавров управляется племенем Землеходов, напоминающих трицератопсов, и соперничающим племенем Облачных Бегунов, схожими с птерозаврами и птицами. Племя Острых Когтей состоит из гуманоидных тероподов.

### История
Через восемь лет после событий Star Fox 64 Кристал ищет ответы на вопрос о том, что же вызвало разрушение её родной планеты, Керинии, на которой погибли её родители. После получения сигнала бедствия с планеты она приземляется у Дворца Кразоа, и обнаруживает, что планета атакована генералом Скейлсом — лидером племени Красноглазых — расколовшим планету на части. Кристал отправляется в Храм Кразоа, с тем чтобы вернуть туда всех местных Духов, поскольку это должно остановить Скейлса. Но, вернув первого Духа, лисица подвергается нападению со стороны неизвестного врага и оказывается заточённой в огромном кристалле, парящим над Дворцом.
Тем временем генерал Пеппер просит команду Star Fox исследовать отдалённую планету на границе системы Лайлет — Планету Динозавров. Команда, которую к тому же недавно покинул пилот-ас Фалько Ломбарди, остро нуждается в деньгах и соглашается выполнить задание. Фокс МакКлауд отправляется туда без оружия во избежание конфликтов с населением, но вскоре он находит волшебный посох. Его обронила Кристал во время короткой битвы с летающим кораблём генерала Скейлса. Вскоре Фокс узнаёт, что Скейлс украл Магические Камни из двух Храмов Силы, и это привело к началу разрушения планеты. С небольшой помощью принца Трики — сына короля и королевы племени Землеходов — лис возвращает Камни, находит всех Духов Кразоа и спасает Кристал от гибели. Когда Фокс находит последнего духа, он обнаруживает, что того охраняет сам генерал Скейлс. Однако, когда схватка Фокса и Скейлса только начинается, мистический голос приказывает Скейлсу остановиться и отдать духа, на что тот нехотя соглашается. Фокс приводит духа к Храму Кразоа и освобождает Кристал.
Духи соединяются в голове статуи Кразоа, которая просыпается, и оказывается возрождённым Андроссом, который и устроил схему с духами. Фокс МакКлауд вместе с неожиданно вернувшимся Фалько Ломбарди сражает Андросса в поединке над поверхностью планеты и возвращает Духов на Планету Динозавров, окончательно восстановив её. Команда Star Fox получает вознаграждение от Пеппера, воссоединяется с Ломбарди, а на их флагман Great Fox прилетает Кристал с тем, чтобы лично поблагодарить Фокса за спасение, и присоединяется к команде.

## Разработка

Один из концепт-артов Dinosaur Planet, демонстрирующий различных персонажей, включая изначальный дизайн Кристал

Изначально игра Star Fox Adventures разрабатывалась компанией Rare в другом виде и под другим названием, Dinosaur Planet, должна была выйти на Nintendo 64, и не была связана с серией Star Fox. По словам Фила Тосселла, главного программиста, разработка Dinosaur Planet началась после выхода игры Diddy Kong Racing, под конец жизни Nintendo 64. Команда разработчиков разделилась на две, одна работала над Jet Force Gemini, другая взялась за Dinosaur Planet. Игра много раз изменялась во время начальной разработки, пока в Rare не остановились на идее адвенчуры с открытым миром, основанной на двух переплетённых историях. Сюжет касался Сейбра и Кристал, их помощников Трики и Ките, и волшебника Рэндорна, который был отцом Сейбра и отчимом Кристал. В законченной игре роль Сейбра была отдана Фоксу, а Рэндорн был убран полностью. В игре персонажи носили камень «SwapStone», который позволял игроку переключаться между Кристал и Сейбром. Планировалось, что Dinosaur Planet должна была быть последней игрой Rare для Nintendo 64, и была частично вдохновлена геймплеем The Legend of Zelda: Ocarina of Time. Dinosaur Planet использовала Nintendo 64 Expansion Pak, и размещалась на 512-мегабитном картридже, что в итоге могло бы сделать её одной из самых больших игр для Nintendo 64.
Сигэру Миямото упомянул в интервью, что после изучения содержания Dinosaur Planet он увидел заметные сходства между антропоморфным дизайном Сейбра от Rare и дизайном Фокса МакКлауда от Nintendo. Позднее направление разработки игры было сменено, и игра, получившая новое название под брендом Star Fox, стала разрабатываться для Nintendo GameCube. По словам Тосселла, внезапное изменение не было «добровольно принято» всеми членами команды, так как некоторые элементы сюжета понадобилось полностью переписать, для того чтобы игру можно было ввести в канон Star Fox. Сначала обновлённой игре было дано название Star Fox Adventures: Dinosaur Planet, но позднее часть «Dinosaur Planet» была убрана. Перед сменой направления разработки Rare выложила на сайтах, посвящённых видеоиграм, музыку из неизданной игры, а также видео и скриншоты геймплея.
Мы были слегка разочарованы решением переделать Dinosaur Planet, поскольку мы уже привязались к игре, но мы также увидели потенциал в использовании лицензии Star Fox.
После решения по использованию тематики Star Fox в проекте в Rare начали перерабатывать игру для будущей приставки GameCube, и компания Nintendo не мешала этому. Во время разработки команду разработчиков пригласили в Киото в штаб-квартиру Nintendo, для того чтобы обсудить прогресс и конкретные изменения. В свою очередь, создатель серии Star Fox Такая Имамура приехал в штаб Rare в деревне Твикросс для наблюдения за разработкой игры. Тосселл отметил, что Nintendo «без всяких сомнений» укрепила отношения между компаниями через доверие и уважение, несмотря на то, что Nintendo владела лишь 49 % компании Rare в то время.
Игра стала последней игрой компании Rare, разработанной в сотрудничестве с Nintendo, поскольку позже студия из Лестершира была продана и стала разработчиком игр для Microsoft. Вскоре поле выхода игры Microsoft выкупила Rare за 375 миллионов фунтов стерлингов, тем самым прекратив всю ассоциацию Rare с Nintendo. Многие поклонники и критики не считают Star Fox Adventures «важной» игрой от Rare, и негатив от неё связывается с приобретением компанией Microsoft, и некоторые поклонники предполагали, что Microsoft «скупает конкурентов».
Дэвид Уайз использовал музыкальную библиотеку сборника Advanced Orchestra от Питера Сидлечека при написании музыки для Star Fox Adventures. По его словам, треки, отсылающие к музыке из предыдущих игр серии Star Fox, были написаны к самому концу разработки игры, уже после того как из Dinosaur Planet сделали Star Fox Adventures.
В феврале 2021 года в Интернете появилась информация о утечке поздней версии игры Dinosaur Planet для Nintendo 64, датированной декабрем 2000 года, и которая была приобретена у коллекционера из Швеции. В сборке вместо Сейбра используется уникальная модель Фокса, что указывает на то, что вмешательство Миямото произошло до того, как было принято решение о переносе игры на GameCube.

## Отзывы
| Сводный рейтинг       | Сводный рейтинг     |
| Агрегатор             | Оценка              |
| --------------------- | ------------------- |
| GameRankings          | 80,23 %             |
| Metacritic            | 82/100 (39 reviews) |
| Иноязычные издания    |                     |
| Издание               | Оценка              |
| AllGame               | [ 24 ]              |
| Edge                  | 6/10                |
| Famitsu               | 32/40               |
| Game Informer         | 8,75/10             |
| GameSpot              | 8,3/10              |
| IGN                   | 9/10                |
| NGC Magazine          | 7,2/10              |
| Русскоязычные издания |                     |
| Издание               | Оценка              |
| «Страна игр»          | 8,5/10              |

Игра Star Fox Adventures получила «в целом благоприятные» отзывы, согласно агрегатору обзоров видеоигр Metacritic. Было продано более 200 000 экземпляров игры в Японии после её издания, она была наиболее быстропродаваемой игрой для GameCube на тот момент. К июлю 2006 года было продано 800 000 экземпляров игры и собрано 30 миллионов долларов США в Соединённых Штатах. Журнал Next Generation поставил игру на 73 место по продаваемости из всех игр, изданных для PlayStation 2, Xbox или GameCube между январём 2000 году и июлем 2006 года в США. Суммарные продажи в США всех игр серии Star Fox составили 1,2 миллиона экземпляров с момента выхода Adventures к июлю 2006 года. Nintendo позже добавила игру Star Fox Adventures в свою программу Player’s Choice, это значило, что игра продалась количеством более 250 000 экземпляром и что теперь она продаётся по сниженной цене.
Графика была хорошо воспринята обозревателями. Обозреватель Edge писал, что «визуальный блеск огромен», в то время как Мэтт Касамассина из IGN отметил, что игра — «идеальный компаньон» к серии The Legend of Zelda, с которой Adventures часто сравнивают. Касамассина отметил, что элементы графического рендеринга были уже достаточно сложными для своего времени, к примеру, отображаемое в реальном времени движение шерсти персонажей. Журнал NGC Magazine похвалил атмосферу игры и её детализированные текстуры, добавив, что у Adventures «пока что лучшая графика среди игр на GameCube». Боевая система игры также собрала несколько похвал, и обозреватель GameSpot добавил, что боевой процесс «простенький», несмотря на то, что он «красивый и не расстраивающий». Касамассина высоко оценил боевую систему, назвав её «полезным дополнением». NGC Magazine также похвалил использование боевой системы, однако отметив, что битвы не требуют никаких навыков от игрока и, в конце концов, «ощущаются скучными и утомительными». Озвучивание персонажей было воспринято негативно, а Касамассина отметил, что она «избыточная» в некоторых местах. Журнал NGC Magazine счёл, что акценты большинства персонажей не подходят миру Star Fox, в частности, отметив, что шотландский акцент у Мастера Камней Перемещения «ужасен».
Сергей Овчинников из «Страны игр» написал, что по его мнению, «у Star Fox Adventures были хорошие шансы обогатить жанр новыми идеями», однако «шансом этим компания [Rare] предпочла не воспользоваться». Также он отметил, что игра «выглядит не как единый продукт, а как набор слегка взаимосвязанных, но всё же совершенно отличных друг от друга игр». Овчинников похвалил боевую систему игры, сравнив её с The Legend of Zelda, и заметив, что «Rare удалось её немного усовершенствовать». Заключил он тем, что «финальная оценка игры зависит, как ни странно, от настроения», и поставил ей 8.5 баллов.
Несмотря на в основном положительные отзывы, Star Fox Adventures часто критикуют за то, что она слишком сильно отличается от других игр серии Star Fox. Касамассина отметил, что «фанаты, ожидающие ощущений как от остальных игр Star Fox, будут разочарованы». Он также добавил, что лицензия Star Fox использовалась до такой степени экономно, что игра ощущалась как «не вписывающаяся в игровую вселенную Star Fox». Касамассина утверждал, что Фокс «присутствует на Dinosaur Planet только по запросу Nintendo, а не потому, что в этом есть смысл». Журнал NGC Magazine также выразил обеспокоенность по поводу того, почему Фокс был добавлен в игру, добавив, что Adventures «является той игрой Фокса, про которую он, скорее всего, хотел бы забыть», и далее размышлял о том, что Nintendo добавила лицензию Star Fox лишь для предотвращения появления Dinosaur Planet на Xbox.